# Кінча
Кі́нча (ісп. quincha) — традиційна будівельна технологія Латинської Америки, яка полягає в зведенні каркасу, головним чином з дерева, очерету чи арундо, стійкого до землетрусів, який покривається глиною та штукатуркою.

## Історія
Quincha — це іспанське слово, широко відоме в Латинській Америці, запозичене з qincha мови кечуа (kincha мовою кічва). Хоча іспанська та португальська мови близькі, у цьому випадку португальський еквівалент зовсім інший: Pau-a-pique.
Історично кінча використовувалася в іспанських та португальських колоніях в різних регіонах Америки. Вважається, що ця технологія існує щонайменше 8000 років. У Перу вона популярна в прибережних регіонах, а також застосовується в міських центрах після землетрусів, як це сталося під час відбудови міста Трухільйо після землетрусу 1759 року.

## Будівництво

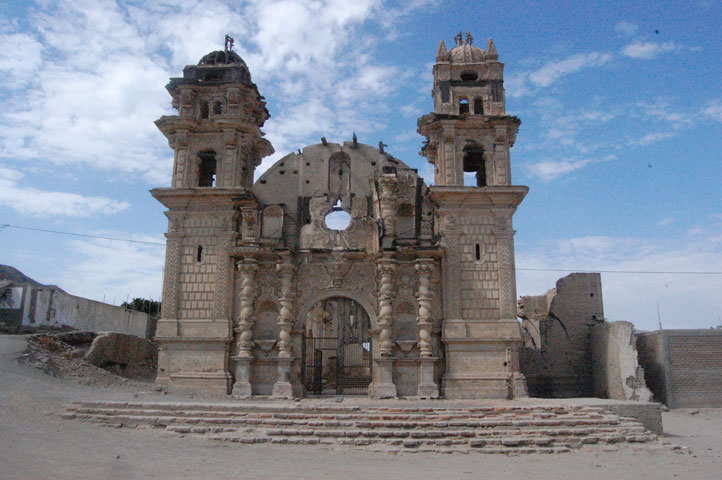
Іглесія-Хесуіта-де-Сан-Хосе з фасадом, побудованим за технологією кінча.

Каркас або плетена конструкція — це головна особливість традиційної кінчі. Його виготовляють шляхом переплетення деревини, очерету або бамбука, а потім покривають сумішшю глини та соломи (або обмазкою). Далі його обштукатурюють тонким шаром вапняної штукатурки з обох сторін, що слугує панелями для стін чи стелі.
Кінча відома своєю гнучкістю, оскільки її можна пристосувати до різних дизайнів. Так, під час будівництва церкви Сан-Хосе в Інхеніо (провінція Наска, Перу) будівельники модифікували кінчу, щоб звести оздоблений фасад з двома вежами. Її стійкість до землетрусів обумовлена поєднанням важкої маси (використовується для теплоізоляції) та дерев'яної каркасної конструкції. Плетений каркас, виготовлений за технологією кінча, також забезпечує стабільність будівлі, дозволяючи їй «гойдатися» під час землетрусу без пошкоджень.
Сучасний варіант кінчі називається quincha metallica — цей метод розроблений чилійським архітектором Марсело Кортесом. У цій системі використовують сталь та зварену дротяну сітку замість бамбука чи очерету для створення матриці, яка утримує глину, покращену додаванням вапна для контролю розширення глини та водонепроникності.